# Chaunax fimbriatus
Chaunax fimbriatus es una especie de pez del género Chaunax, familia Chaunacidae. Fue descrita científicamente por Hilgendorf en 1879.
Se distribuye por el Pacífico Noroccidental: Japón y Taiwán; muy probablemente en el mar de China Oriental. La longitud estándar (SL) es de 14 centímetros. Puede alcanzar los 1985 metros de profundidad.
Está clasificada como una especie marina inofensiva para el ser humano.